# Dysstroma mixta
Dysstroma mixta är en fjärilsart som beskrevs av Heydemann 1929. Dysstroma mixta ingår i släktet Dysstroma och familjen mätare. Inga underarter finns listade i Catalogue of Life.